# Tỷ Quy
Tỷ Quy (giản thể: 秭归县; phồn thể: 秭歸縣; bính âm: Zǐguī Xiàn) là một huyện thuộc địa cấp thị Nghi Xương, tỉnh Hồ Bắc, Trung Quốc. Trên địa bàn huyện có điểm cực đông của khúc hẹp Trường Giang. Hầu hết diện tích của huyện là đồi núi với các ngành nông nghiệp cơ bản và trồng chè. Ngoài ra, cũng có một số mỏ than nhỏ ở các khu vực vùng núi và được vận chuyển theo đường sông. Trung tâm đô thị của huyện nằm sát bên trái bờ hồ đập Tam Hiệp, đây  là đập thủy điện ngăn sông lớn nhất của Trung Quốc và cũng là đập thủy điện lớn nhất Thế giới.

### Trấn
| - Mao Bình (茅坪镇) - Khuất Nguyên (屈原镇) - Quy Châu (归州镇) - Sa Trấn Khê (沙镇溪镇) | - Lưỡng Hà Khẩu (两河口镇) - Quách Gia Bá (郭家坝镇) - Dương Lâm Kiều (杨林桥镇) - Cửu Uyển Khê (九畹溪镇) |

### Hương
- Thủy Điền Bá (水田坝乡)
- Tiết Than (泄滩乡)
- Mai Gia Hà (梅家河乡)
- Ma Bình (磨坪乡)